# Agnes Mary Mansour
Agnes Mary Mansour (* 10. April 1931 in Detroit, Michigan; † 17. Dezember 2004 in Farmington Hills, Michigan) war eine US-amerikanische römisch-katholische Theologin.

## Leben
Mansour entstammte einer libanesischen maronitischen Einwandererfamilie. Sie besuchte die  St. Charles High School in Detroit. Mansour studierte Medizin und Chemie am Mercy College, wo sie 1953 graduierte. Sie trat als römisch-katholische Nonne in den Religious Order of the Sisters of Mercy ein. Zum weiteren Studium ging sie nach Washington an die Katholische Universität von Amerika, wo sie 1958 in Chemie graduierte. Weitere Studien der Biochemie absolvierte sie an der Georgetown University. Im American Council on Education Programm der University of Kentucky lernte sie Verwaltungswissenschaften.
Ab 1971 war sie Präsidentin der University of Detroit Mercy. Sie lehrte als Hochschullehrerin römisch-katholische Theologie an der Michigan State University und an der Wayne State University.
In den 1970er Jahren wurde sie politisch aktiv und Mitglied der Demokratischen Partei. 1982 kandidierte sie bei den Vorwahlen der Demokraten in Michigan, verlor aber knapp gegen ihren Mitbewerber Sander M. Levin. Der damalige Erzbischof Edmund Casimir Szoka in Detroit unterstützte 1982 die Kandidatur von Mansour um ein politisches Amt. Nach den Wahlen 1982 ernannte der demokratische Gouverneur James Blanchard sie zur Direktorin des Michigan Department of Human Services (DSS), Michigans größter bundesstaatlicher Verwaltungsbehörde. Mit dieser Ernennung wurde sie zuständig für die staatliche Gesundheitsfürsorge im Bundesstaat Michigan und war unter anderem über Medicare für die öffentlichen Gelder bei Abtreibungen verantwortlich.
In dieser Verantwortung geriet sie in eine Auseinandersetzung mit ihrem Erzbischof Edmund Casimir Szoka, der von ihr eine öffentliche Ablehnung von Schwangerschaftsabbrüchen forderte. In diesem Streit zwischen ihr und dem Erzbischof sowie Abtreibungsgegnern wurde sie von ihrem Orden unterstützt und zur Rechtfertigung stützte sie sich auf die Enzyklika Ad Petri Cathedram.
Daraufhin forderte Szoka in einer Direktive den Rücktritt von Mansour von ihrem öffentlichen Amt. Es kam zu Demonstrationen von hunderten von Nonnen ihres Ordens und einiger römisch-katholischer Priester gegen dieses Vorgehen des Erzbischofs. Die Proteste wurden unterstützt von der US-amerikanischen Organisation National Coalition of American Nuns. Margaret Traxler, römisch-katholische Nonne der Armen Schulschwestern von Unserer Lieben Frau kritisierte den Erzbischof scharf. Am 8. März 1983 wurde sie als Senatorin für den Senat von Michigan vorgeschlagen.
Theresa Kane, die Ordensleiterin der Religious Order of the Sisters of Mercy, wurde in eine formale Anhörung seitens des Vatikans in die Kongregation für die Institute geweihten Lebens und für die Gesellschaften apostolischen Lebens geladen, um sie und ihren Orden wegen deren Unterstützung von Mansour zu maßregeln, was sie als auch ihre Stellvertreterin Emily George ablehnten und weiter an der Unterstützung von Mansours Haltung zur Abtreibungsdebatte festhielten. Zu jenem Zeitpunkt entschied sich Mansour, ihren Orden zu verlassen, um frei in ihrer Verantwortung als Direktorin der Michiganer Gesundheitsbehörde (DSS) zu sein. Nach 30 Jahren Ordensmitgliedschaft verließ sie in dieser Auseinandersetzung den Orden.
Bis 1987 verblieb sie danach als Direktorin an der Leitungsspitze von DSS. 1984 unterzeichnete sie die Kampagne A Catholic Statement on Pluralism and Abortion, die in der Zeitung New York Times erschien.
Nach 1987 war sie in der Mercy Health Services Special Initiative to the Poor in Michigan tätig und gründete das  Poverty and Social Reform Institute (PSRI). In verschiedenen Organisationen und Unternehmen war sie in den folgenden Jahren im Aufsichtsrat tätig, unter anderem PSRI, Sisters of Mercy Health Corporation, Women’s Economic Club, Michigan Bell Telephone, National Bank of Detroit und dem National Association of Independent Colleges and Universities. 2004 verstarb sie an den Folgen von Brustkrebs.

## Preise und Auszeichnungen (Auswahl)
- Michigan Women’s Hall of Fame, 1988